# Johannes Grenzfurthner
Johannes Grenzfurthner (pronunciación en alemán: /joˈhanəs ˈgrɛntsfʊɐ̯tnɐ/; 13 de junio de 1975, Viena) es un artista, cineasta, actor, curador, director de teatro, intérprete y académico austriaco. Grenzfurther es el fundador, creador y director artístico de monochrom, un grupo internacional de arte y teoría. La mayoría de sus obras son etiquetadas como monochrom.
Grenzfurther es un investigador abierto en la cultura subversiva y clandestina, por ejemplo en el campo de la sexualidad y la tecnología, y uno de los fundadores del “tecno-hedonismo” (Vea también: barbots).
La revista Boing Boing se refirió a Grenzfurthner como leitnerd, un juego de palabras con el término alemán Leitkultur que irónicamente señala el rol de Grenzfurthner en la cultura nerd/hacker/artística.

## Carrera
A comienzo de los años 90s, Grenzfurthner fue un miembro de varios tableros de mensaje BBS. Grenzfurther utilizó sus conexiones en línea para crear monochrom, una zine o revista alternativa que lidiaba con el arte, la tecnología y culturas subversivas. Su motivación era reaccionar al conservadurismo emergente en las ciberculturas a comienzos de los 90s, y para combinar su experiencia política en el movimiento antifa y punk austriaco con discusiones sobre nuevas tecnologías y las culturas que crean. La publicación destacaba entrevistas y ensayos de por ejemplo: Bruce Sterling, HR Giger, Eric Drexler, Terry Pratchett y Bob Black, en su estilo experimental. En 1995 el grupo decidió cubrir nuevas prácticas artísticas
 y comenzó a experimentar con diferentes medios: juegos de computadora, robots, teatro con títeres, musicales, películas cortas, bromas,
 conferencias y activismo en línea, el cual Grenzfurthner llama 'Hackeo Urbano'  o más específicamente: ‘hackeo contextual’, un término que Grenzfurthner acuñó.
El hackeo contextual transfiere los objetivos y métodos de los hackers hacia la red de las relaciones sociales donde ocurre producción artística, y de la cual es dependiente. En un sentido metafórico, estas relaciones también tienen un código fuente. Los programas los ejecutan, y nuestra interacción con ellos está estructurada por la interfaz de usuario. Cuando nosotros sabemos cómo funciona un espacio, un nicho, una escena, una subcultura o un medio o práctica política, nosotros podemos cambiarlo y “recodificarlo”, deconstruyendo sus relaciones poderosas y emancipándonos de sus compulsiones y lineamientos estrictos.
El grupo es conocido por trabajar con diferentes medios, arte y formatos de entretenimiento. Grenzfurthner llama a esto: “buscar la mejor arma de distribución masiva de una idea".

### Conferencias y festivales

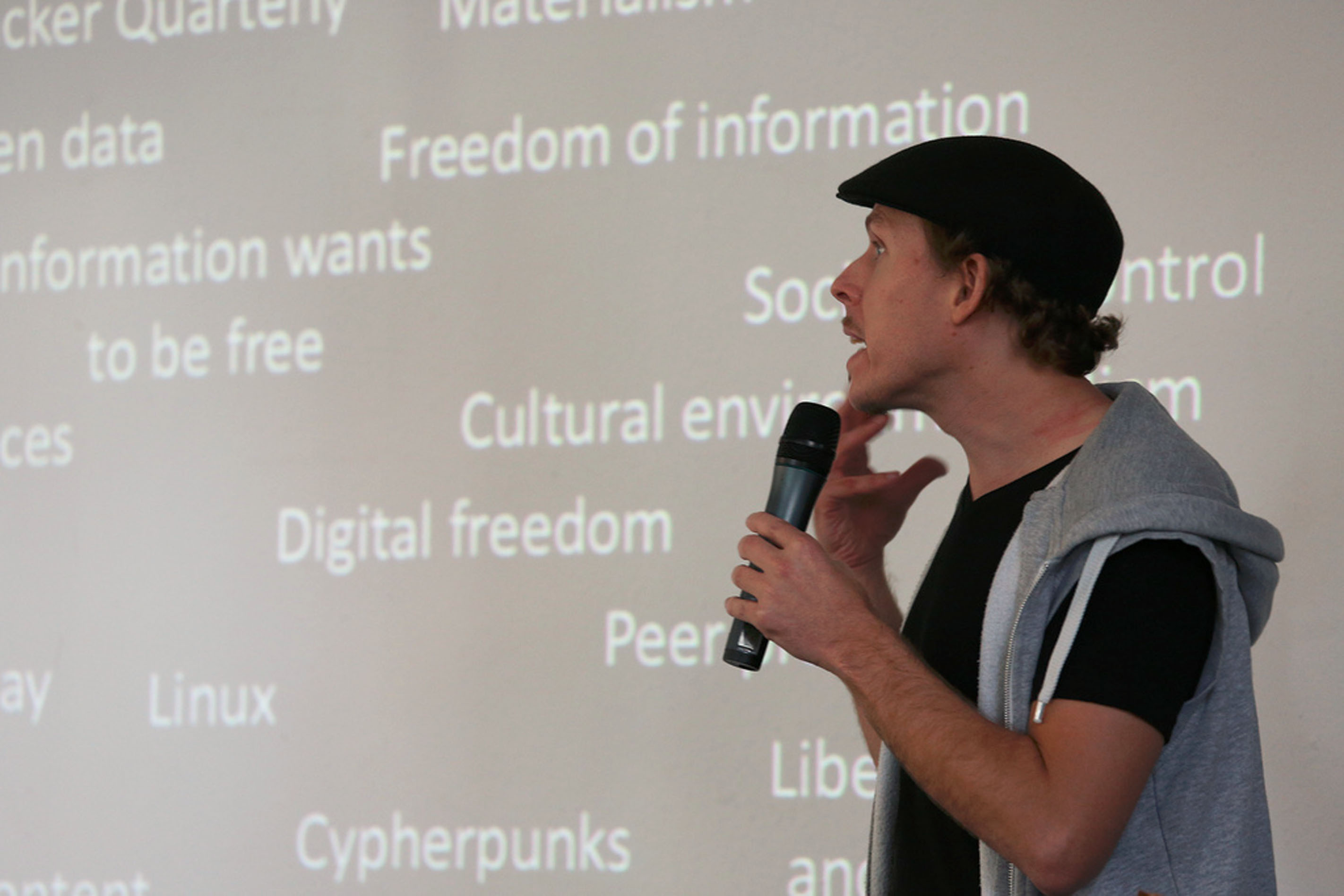
Grenzfurthner, primer orador en Paraflows Symposium, 2012

Grenzfurthner es el director del festival Arse Elektronika
 en San Francisco (2007–), una serie antológica y conferencia académica y artística que se enfoca en la sexualidad y la tecnología. La primera conferencia fue realizada por Grenzfurthner en 2007 para responder preguntas sobre el impacto de la sexualidad en la innovación y adopción tecnológica ((por ejemplo Fucking Machines).
Grenzfurthner es el presentador de Roboexotica, el festival internacional de robótica coctelera (2002–) el cual invita a investigadores y artistas a construir máquinas que hagan cocteles mixtos. V. Vale llama a Roboexotica: "un intento irónico de criticar el tecno-triunfalismo y diseccionar los alborotos tecnológicos."
Grenzfurthner es el director de Hedonistika, un festival para tecnología artística relacionada con los alimentos. La primera entrega fue presentada en Montreal en el 'Biennale internationale d'art numérique' de 2014. La segunda entrega fue presentada en Jolón, cerca de Tel Aviv, en el 'Print Screen Festival'.

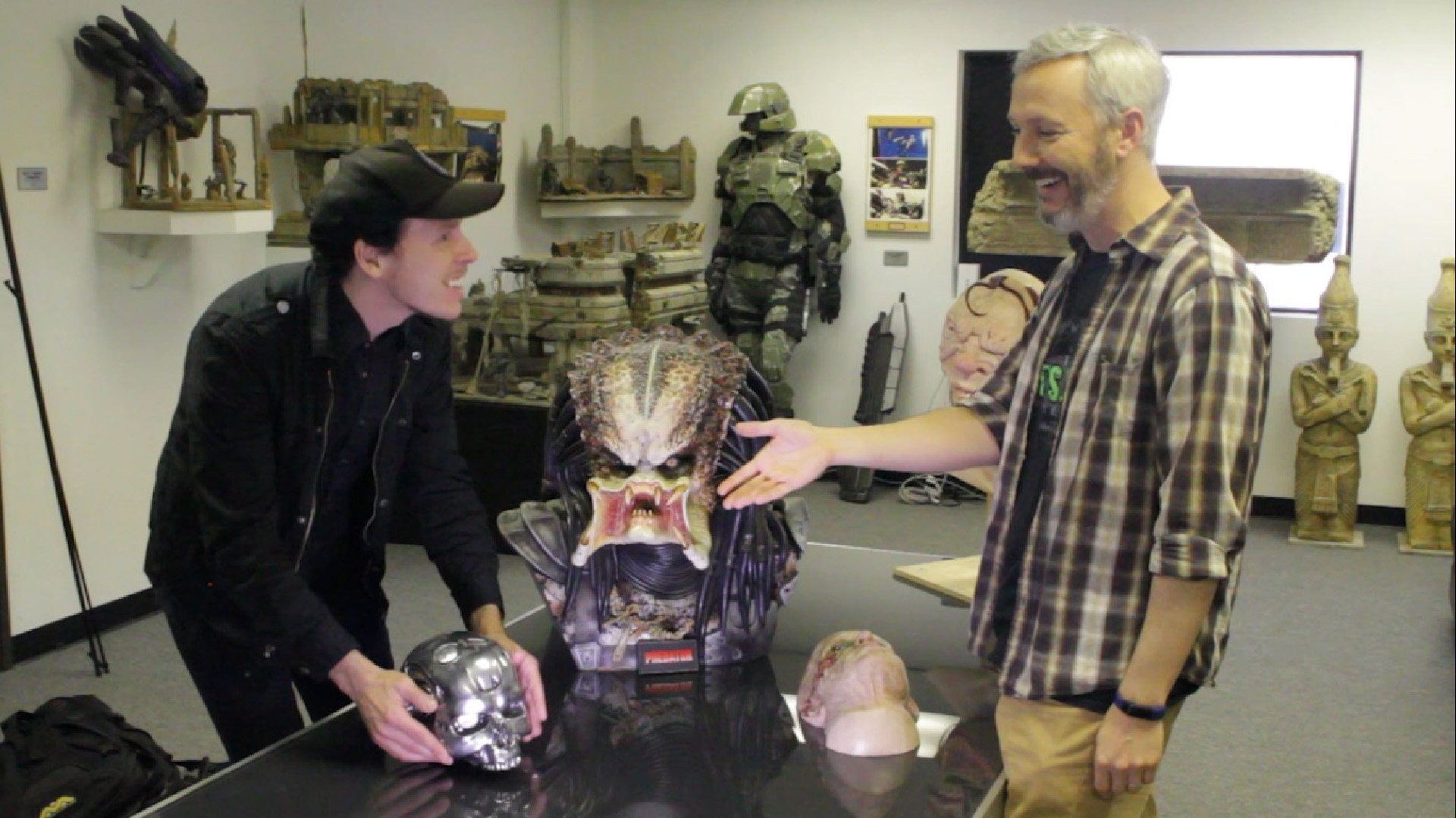
Grenzfurthner y Matt Winston hablan sobre Stan Winston y los efectos especiales ("Traceroute", 2016)

### Obras literarias, actuación artística
Grenzfurthner escribió y dirigió obras de teatro, actuaciones artísticas (p.e. Eignblunzn) y arte intervencionista.

### Películas
Grenzfurther escribió y dirigió cortometrajes y es el director general de la compañía de producción cinematográfica monochrom Propulsion Systems. Él es el miembro del Gremio de Directores Austriacos y la Asociación Austriaca de Directores de Documentales.
El primer largometraje que él dirigió fue la comedia de fantasía independiente Die Gstettensaga: The Rise of Echsenfriedl (2014). El primer documental de Grenzfurther fue Traceroute (2016), seguido por Glossary of Broken Dreams (2018). En 2021 estrenó su película de terror Masking Threshold en el Fantastic Fest de Austin, Texas.
La película de terror de Grenzfurthner, Razzennest (2022), también fue bien recibida. En 2024 lanzó el documental Hacking at Leaves.

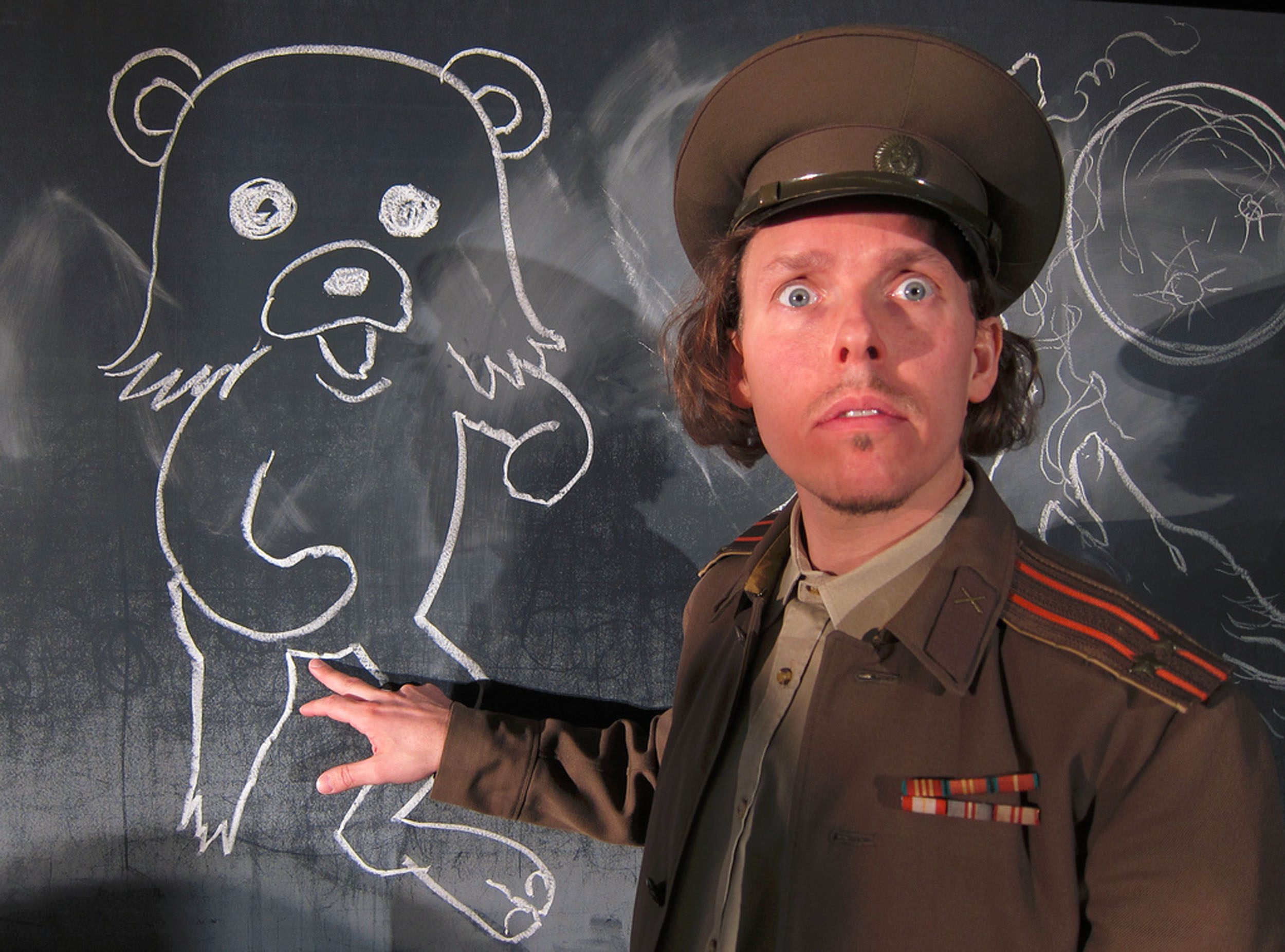
Grenzfurthner y Pedobear en ROFLcon 2010

### Academia, escritos académicos, conferencias
Grenzfurthner es conferencista en instituciones de arte, simposios y eventos políticos, enseña en universidades y guía a estudiantes.
Él ha publicado libros, ensayos y artículos sobre el arte contemporánea, procesos de comunicación y filosofía, incluyendo Mind and Matter: Comparative Approaches Towards Complexity, Do androids sleep with electric sheep?, Of Intercourse and Intracourse – Sexuality, Biomodification and the Techno-Social Sphere y Pr0nnovation?: Pornography and Technological Innovation.
Grenzfurthner publicó el tan debatido panfleto: "Hacking the Spaces", que lidia con las tendencias exclusionistas en el movimiento hacker. Grenzfurther extendió su crítica a través de las conferencias Hackers on Planet Earth de 2012 y 2014 en la Ciudad de Nueva York.

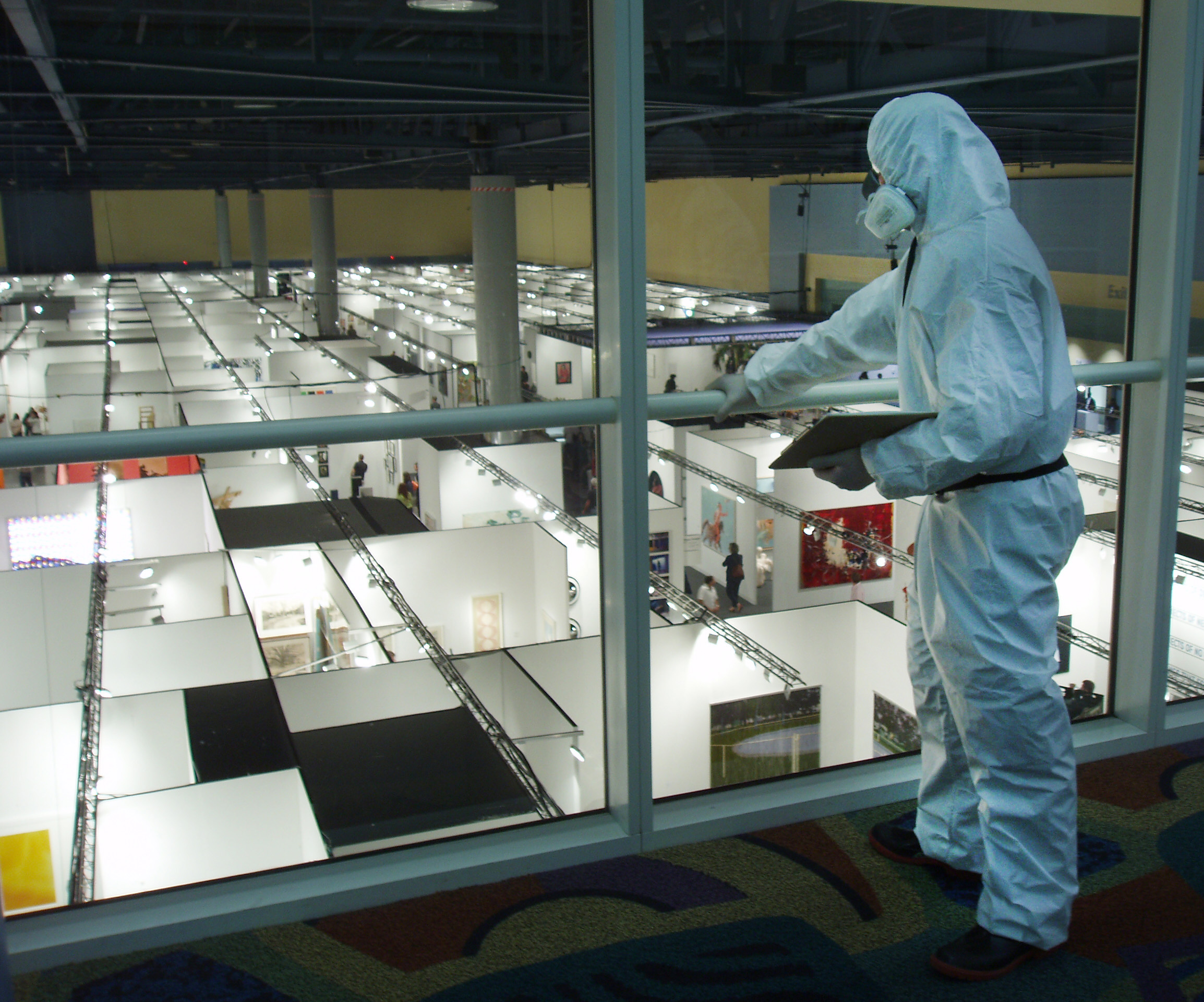
Grenzfurthner actuando como un oficial del CDC en un brote de virus escenificado en el Art Basel Miami Beach de 2005.

### Entretenimiento y actuación
Grenzfurthner tomó un giro cómico y actuó en varios lugares de entretenimiento, como por ejemplo el Teatro Rabenhof de Viena. Partes de su show de comedia "Schicksalsjahre eines Nerds" forman la base de su documental Traceroute (2016). Grenzfurther es un presentador para varios eventos de la industria, y es un artista invitado en eventos como Goldenes Brett. Grenzfurthner ha tenido papeles de apoyo y principales en varias obras de teatro. Él actúa en la película de Andi Haller, Zero Crash y en la película de Michael J. Epstein y Sophia Cacciola, Clickbait. Él retrata uno de los dos personajes principales en su propia película Je Suis Auto.

### Trabajo comunitario
Grenzfurthner fue uno de los miembros de equipo principales del proceso de desarrollo de netznetz, un nuevo tipo de sistema de financiamiento basado en la comunidad para la cultura y el arte, con el departamento de la cultura de la ciudad de Viena.
Él creó la comunidad "Hackbus”.
Junto con Florian Hufsky, Leo Findeisen y Juxi Leitner, Grenzfurthner coorganizó la primera conferencia internacional de Partidos Pirata.

### Obras comerciales
Grenzfurthner conceptualizó y cocreó una instalación robótica para promover productos de la compañía de juguetes sexuales Bad Dragon. Él creó una campaña de anuncios artística en línea para Cheetos.

### Vida personal

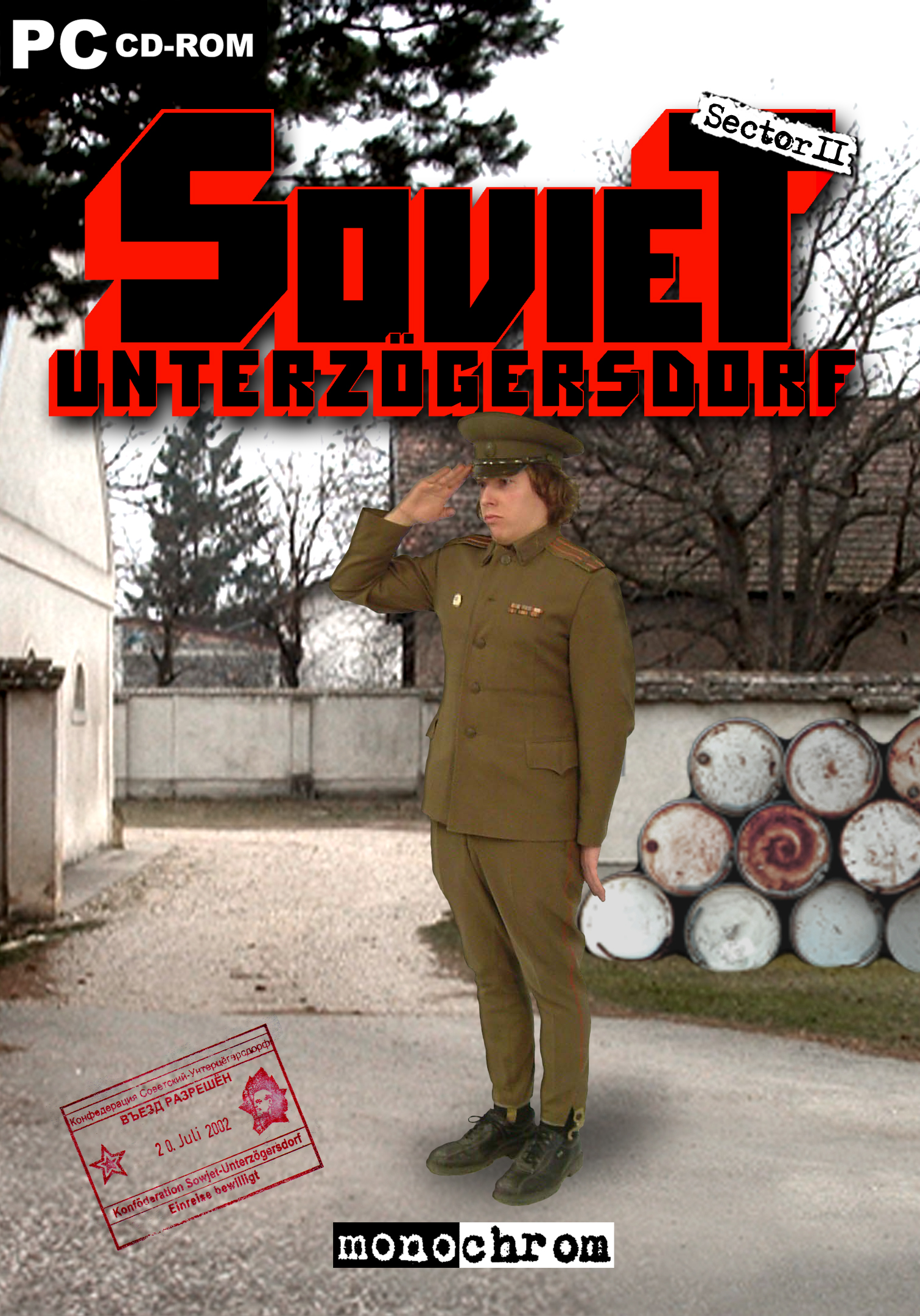
Grenzfurthner en la portada de Soviet Unterzoegersdorf: Sector 2 (2009).

Grenzfurthner vive y trabaja en Viena. Grenzfurther creció en Stockerau en la Baja Austria rural y habla sobre ello en su show de comedia "Schicksalsjahre eines Nerds" (2014) y su documental semiautobiográfico Traceroute (2016).
Si no hubiese crecido en Stockerau, en la zona rural de la Austria Baja, entonces no sería lo que soy ahora.
La célula germinal del nerdismo emergente hace la diferencia. El anhelo de ser entendido, encontrar oportunidades para compartir experiencias y no ser dejado solo con un interés bizarro personal. Al mismo tiempo uno deriva un placer casi perverso de revolcarse en este déficit. A los nerds les gusta la deficiencia: la de los otros, pero también la suya propia. Los nerds son exploradores ansiosos que disfrutan comparándose los unos a los otros y también compitiendo agresivamente. Y la existencia del nerd también está compuesta por un elemento de lo oculto, de misterio. La forma con la que este poder es expresado o enfocado es muy importante.
Grenzfurthner utiliza su historia y formación personal como una fuente para su trabajo. En una conversación con Zebrabutter, él nombra el ejemplo de que él quería lidiar con su claustrofobia, así que dio marcha a una serie de representaciones artísticas donde los voluntarios pueden ser enterrados vivos.
Como niño, Grenzfurthner pasó mucho tiempo en la granja de sus abuelos en la pequeña aldea de Unterzögersdorf (una municipalidad catastral de Stockerau). Las historias de sus abuelos sobre el Nacismo, La Segunda Guerra Mundial y la ocupación soviética en ocupación aliada de Austria (1945-1955) influenciaron el proyecto a largo plazo de monochrom: Soviet Unterzoegersdorf.

### Controversia
El nombre de Grenzfurthner fue uno de 200 activistas, políticos y artistas de Alemania, Suiza y Austria (solo uno de un total de 10 nombres austriacos) que fueron publicados en la lista ultra-right doxing distribuida en una gran variedad de plataformas en línea en diciembre de 2018 y enero de 2019. Los creadores extremistas de la lista amenazaron con: "#wirkriegeneuchallee" (sic!) – “Los encontraremos a todos”. Grenzfurthner abordó esto abiertamente en plataformas en línea y en conferencias.

## Premios
- Ganó el Nestroy Theatre Award (2005) (como el director de "Udo 77").[69]
- Ganó el premio Coke Light Art Edition Award (2006).[70]
- Ganó el Premio Artístico del FWF Austrian Science Fund (2013) (como el director artístico de monochrom).[71]

## Filmografía (Películas)
- Solvent (2024) – director, escritor, productor, actor
- Hacking at Leaves (2024) – director, escritor, productor, actor
- Razzennest (2022) – director, escritor, productor
- Masking Threshold (2021) – director, escritor, productor
- Avenues (2019) – productor
- Zweite Tür Rechts (2019) – productor, actor
- Glossary of Broken Dreams (2018) – director, escritor, productor, actor
- Clickbait (2018) – actor
- Traceroute (2016) – director, escritor, productor, presentador
- Shingal, where are you? (2016) – productor asociado
- Valossn (2016) – productor asociado
- Zero Crash (2016) – actor
- Die Gstettensaga: The Rise of Echsenfriedl (2014) – director, escritor, productor
- Kiki and Bubu: Rated R Us (2011) – director, escritor

## Teatro (ejemplos)
- Udo 77 (Teatro Rabenhof, Viena, 2004/2005) - director, actor, escritor
- Waiting for Goto (Volkstheater, Viena, 2006) - director, escritor
- Campaign (Volkstheater, Viena, 2006) - director, intérprete, escritor
- monochrom's ISS (Garage X, Viena y Ballhaus Ost, Berlín, 2011 y 2012) - director, actor, escritor
- Schicksalsjahre eines Nerds (Teatro Rabenhof, Viena, 2014) - director, intérprete, escritor
- Steppenrot (komm.st, Styria y el Teatro Spektakel, Viena, 2017) - director, actor, escritor
- Die Hansi Halleluja Show (komm.st, Styria y el Teatro Spektakel, Viena, 2018-2019) - director, actor, escritor
- Das scharlachrote Kraftfeld (komm.st, Styria y el Teatro Spektakel, Viena, 2019-2020) - director, actor, escritor

## Publicaciones
- Editor de la serie de revistas/anuarios "monochrom" (1993, 1994, 1995, 1996, 1997, 1998, 2000, 2004, 2006, 2007, 2010)
- Editor de "Stadt der Klage" (Michael Marrak, 1997)
- Editor de "Weg der Engel" (Michael Marrak y Agus Chuadar, 1998)
- Editor de "Who shot Immanence?" (junto con Thomas Edlinger y Fritz Ostermayer, 2002)
- Editor de "Leutezeichnungen" (junto con Elffriede, 2003)
- Editor de "Quo Vadis, Logo?!" (junto con Günther Friesinger, 2006)
- Editor de "Spektakel – Kunst – Gesellschaft" (junto con Stephan Grigat y Günther Friesinger, 2006)
- Editor de "pr0nnotivation? Arse Elektronika Anthology" (junto con Günther Friesinger y Daniel Fabry, 2008)
- Editor de "Roboexotica" (junto con Günther Friesinger, Magnus Wurzer, Franz Ablinger y Chris Veigl, 2008)
- Editor de "Do Androids Sleep with Electric Sheep?" (junto con Günther Friesinger, Daniel Fabry y Thomas Ballhausen, 2009)
- Editor de "Schutzverletzungen/Legitimation of Mediatic Violence" (junto con Günther Friesinger y Thomas Ballhausen, 2010)
- Editor de "Urban Hacking" (junto con Günther Friesinger y Thomas Ballhausen, 2010)
- Editor de "Geist in der Maschine. Medien, Prozesse und Räume der Kybernetik" (junto con Günther Friesinger, Thomas Ballhausen, Verena Bauer, 2010)
- Editor de "The Wonderful World of Absence" (junto con Günther Friesinger y Daniel Fabry, 2011)
- Editor de "Of Intercourse and Intracourse – Sexuality, Biomodification and the Techno-Social Sphere" (junto con Günther Friesinger y Daniel Fabry, 2011)
- Editor de "Context Hacking: How to Mess with Art, Media, Law and the Market" (junto con Günther Friesinger y Frank Apunkt Schneider, 2013)
- Editor de "Screw The System – Explorations of Spaces, Games and Politics through Sexuality and Technology" (junto con Günther Friesinger y Daniel Fabry, 2013)